# Yemens historie
Yemens historie har overvejende været historien om et delt land, der først blev samlet i 1918.

## Antikken
Allerede 1200 f.kr var Yemen et stort kulturrige. Man antager, at Yemen blev styret i flere århundreder af qahtanierne, men det var med indførelsen af alfabetet, med det sabeiske skriftsprog, at Yemens udvikling for alvor tog fart. Sabeerne formåede at udnytte både Yemens geografiske beliggenhed i forhold til den lukrative krydderihandel og Yemens relativt fugtige og dermed dyrkbare landområder. Den græske geograf Klaudios Ptolemaios beskrev i det første århundrede e.Kr. landet som "Eudaimon Arabia" (=det lykkelige Arabien), eller "Arabia Felix" på latin. Området var på den tid blandt verdens rigeste. på grund af navneligheden og den store formue har flere argumenteret for, at Saba er det samme som kongeriget, der er beskrevet i Bibelen. Sabeerne havde kontakt med det etiopiske D'mt-dynasti, og ifølge skrifter, var der immigranter fra Saba til D'mt.
Der fandtes andre riger i nærheden. Ma'in (også kaldet mineerne) holdt til lidt sydvest for Saba. De havde også et eget skriftsprog og var efter Saba det mest avancerede rige. Desuden fandtes Qataban og Hadhramaut længere mod øst. I begyndelsen var de tre lande vasalstater under sabeerne, men i 400-tallet blev mineerne selvstændige, fulgt af Qataban og Hadhramaut. Efter flere kampe med dem og med romerne formåede Saba efterhånden at genvinde en slags dominans i det første århundrede f.Kr. Imidlertid blev de kort tid efter invaderet af himjariterne og kom under det himjaritiske rige. Dette varede til omtrent 200-tallet, da Saba blev selvstændigt igen, men kort tid efter blev Saba opløst. Mineerne forsvandt mere eller mindre, da de blev erobret af sabeerne. Qataban havde en kort stortidsperiode fra 200-tallet før Kristus, da de erobrede Hadhramaut og efterhånden fik indflydelse over mineerne. De var da magtcentrum, indtil det gik tilbage for dem, og 150 e.Kr. blev de selv erobret af Hadhramaut. Hadhramaut blev selv ikke invaderet af himjarittene en tid. Saba formåede imidlertid at få stor indflydelse over himjaritterne under dennes nedgangsperiode, og de sabeisk-himatittiske styrker kunne i slutningen af 340'erne erobre Hadhramaut.
I år 525 e.kr blev Yemen erobret af etiopiere. Blot 50 år senere blev de fortrængt af persere.

## Islams indtog
I 600-tallet blev hele den arabiske halvø forenet, og Yemen gik over til religionen Islam. Nordyemen blev med tiden et imamat med Al-Hadi ila'l-Haqq Yahya som den første leder i 897. Hans Rassid-dynasti varede helt til 1962, omend med ophold. Yemen blev okkuperet af Egypten i det 11. århundrede, af Saladin i 1173, og af det lokale Rasul-dynasti fra omtrent 1230-1442. Yahya-dynastiet var zaidiya-shiamuslimsk, det vil sige, at de i modsætning til almindelig shiaislam ikke så på imamerne efter Ali som fuldt så guddommelige i sin person.
I 1516 erobrede mamelukkerne Yemen, og året efter overgav de sig til Det osmanniske rige. I 1517 blev Yemen dermed del af det osmanniske rige. Imidlertid lykkedes det Al-Mansur al-Qasim at kæmpe mod osmannerne, og ti år efter dennes død, i 1630, mistede osmannerne kontrollen over størstedelen af Yemen og beholdt kun enklaver langs kysten. Qasim startede sit eget dynasti, men det regnes også som del af Rassid-dynastiet.

## 1800-tallet frem til 1. verdenskrig
Efter to hundrede år med selvstændighed begyndte Yemen at få interne problemer, og i 1870-erne lykkedes det osmannerne at generobre Sanaá og dermed få kontrol over Nordyemen. Samtidig havde Storbritannien interesser i Aden, og Det britiske ostindiske kompagni erobret byen. Aden blev en vigtig havn for transport af krydderier fra Indien, og det var også et godt udgangspunkt for besejring af de mange pirater, som hærgede der. Efter, at Suez-kanalen blev åbnet i 1869, fik Aden voksende betydning.
I 1839 okkuperede briterne havnebyen Aden og gjorde den til en flådebase af stor strategisk betydning for skibsfarten mellem Indien og Europa. Det Osmanniske rige okkuperede i 1849 den nordlige del af Yemen og som følge af den konkurrence, som efterhånden opstod mellem osmanner og britere om landet blev i 1904 en grænse mellem det tyrkiske nord og det britiske syd fastlagt, og efter et oprør af lokale stammer forhandlede briterne med de lokale stammer og skabte sheikdømmer, sultanater og andre inddelinger samt delte sit område i Vest- og Øst-Aden.

## 1918-1962
Efter 1. verdenskrig trak osmannerne sig ud, og i 1918 blev Nordyemen selvstændigt under Imam Yahya, som var en af de lokale ledere under det tidligere modstand mod Det Osmanniske Rige. Han og hans efterfølger, imam Ahmad bin Yahya, formåede at holde fred i Kongedømmet Yemen (Nordyemen) til en pris af isolering og en despotisk regime. Nordyemen fortsatte med imamstyre, som havde været de facto styrende i dele af landet en tid til trods for den formelle britiske overhøjhed. Imamen Hamidaddin Yahya sad uafbrudt helt til 1948, da han blev dræbt i et kupforsøg.
I syd var Aden blevet en kronkoloni og dermed ikke underlagt Britisk Indien. Imidlertid var al opmærksomhed samlet omkring byen Aden, og resten af landet stagnerede, mens byen blev udviklet. Modviljen mod briterne voksede, og i 1950-erne havde yemenitterne, inspirerede af Egyptens præsident Gamal Abdel Nasser og dennes panarabiske tanker, begyndt at kæmpe mod briterne.
Dette blev støttet af Nordyemen. Hamidaddin Yahyas søn, Ahmad bin Yahya, overtog styringen i 1948, og flere sammenstød mellem briterne og folket i Yemen kom i årene, som fulgte, for eksempel i 1953 og 1958. Efter sammenstødet i 1958 gik landet ind i føderationen "De forenede arabiske stater" sammen med Egypten og Syrien. Samarbejdet gik dårligt, og unionen blev opløst i 1961. Imamatet, for alle praktiske formål et monarki, blev stadig mindre populært, og der blev gjort forsøg på at styrte imamen i 1955 og 1961. Begge mislykkedes, men Ahmad bin Yahya døde i 1962.

## 1962-1990
I Nordyemen blev Ahmad bin Yahyas søn, Muhammad al-Badr, ny konge, men ikke længe efter kroningen blev han afsat ved et kup støttet af Egypten. Kort tid efter blev Den arabiske republik Yemen dannet. Republikken erklærede sharia-lov som lov, og denne havde til hensigt at gøre en ende på konflikten mellem zaiditterne (altså tilhængere af zaidiya-shiaislam) og shafitter (tilhængere af shafi-sunniislam). Imidlertid blev de loyalistiske tropper støttet af Saudi-Arabien og Jordan og ledet af briter, og de fortsatte som guerilla-styrker. Disse styrker blev vanskelige at bekæmpe, og Egypten beholdt tropper inde i Nordyemen frem til 1967.
I 1962 blev Den sydarabiske føderation dannet på initiativ af briterne. Mens briterne forsøgte at bekæmpe Den arabiske republik Yemen i nord, dukkede frihedsbevægelsen National Liberation Front (NLF) op. De kæmpede mod briterne, både i nord og i syd og allierede sig snart med de egyptiske styrker i nord. Briterne besejrede grupperne i 1964, hvorefter grupperne gik over til rene terrorhandlinger, som oftest rettet mod britiske militær på permission. Samtidig erklærede briteners statsminister Harold Wilson, at briterne ville overdrage magten til Den sydarabiske føderation i 1968, dog under britisk militært nærvær. Dette medførte yderligere terrorhandlinger, delvis fordi Front for the Liberation of Occupied South Yemen (FLOSY) blandede sig i magtkampen med det resultat, at de to "befrielsesbevægelser" bekæmpede hinanden i lige så stor grad, som de bekæmpede den britiske tilstedeværelse. Resultatet blev terrorvirksomhed i så stor grad, at briterne i 1967 valgte at trække sig ud.
Sydyemen blev derved selvstændig under navnet "Folkerepublikken Sydyemen". I 1969 blev landets leder afsat ved et kup, og landet drejede til venstre. I 1970 fik en marxistisk fløj i NLF kontrollen over det nye land og forandrede navnet på landet til "Den demokratiske folkerepublik Yemen". Navnet har flere interessante aspekter. Betegnelsen "Folkerepublik" er som oftest forbundet med marxist-leninistiske træk, og dobbelttitlen demokratisk folkerepublik var unik for Sydyemen og Nordkorea, om Etiopien anvendtes titlen i en kort periode i 1980-erne. Desuden manglede den ellers så hyppig anvendte betegnelse "arabiske", og "Sydyemen" blev erstattet med blot "Yemen".
Landet i syd knyttede nære bånd til Kina, Cuba, Sovjetunionen og til radikale palæstinensiske bevægelser. Disse, især Sovjetunionen, hjalp til med at opbygge Sydyemens militære styrke. I Sydyemen var de mange politiske konflikter ødelæggende for en allerede nedslidt økonomi, og Yemen blev holdt oppe fortrinsvis af Sovjetunionen. Landet var en socialistisk etpartistat indtil, at landet ophørte at eksistere, hvilket overvejende var en følge af, at Sovjetunionen forsvandt.
Nord- og Sydyemen havde relativt gode forbindelser, og i 1972 blev der planlagt en forening. Imidlertid var der interne problemer i landene, især i syd, og træfninger langs grænsen, og til og med trussel om krig, hvilket stod i vejen for en effektiv forening. I 1973 udbrød der nye kampe, og et nyt militærkup fandt sted i 1974. Samarbejdet brød sammen, og de blev nærmest skilt igen. To oberstløjtnanter prøvede at kontrollere Yemen, men de blev dræbt i 1977 og 1978. Sydyemen blev beskyldt for at stå bag, og i februar 1979 blev den såkaldte Tidageskrig udkæmpet. I juni 1978 kom det første ordinære valg i Nordyemen, og Ali Abdullah Saleh blev valgt til præsident. Han sad i resten af Nordyemens tid.

## Genforening og tiden efter
I 1989 udarbejdede Sydyemen og Yemen en ny grundlov, som blev færdig i 1991. I 1990 blev de to områder forenede til en stat. Lige efter blev den anerkendt som en stat af FN. Sanaá blev valgt som hovedstad og Saleh blev præsident. De første år var prægede både af økonomisk opgang og af krige. Yemen startede eksport af olie, som var ret indbringende, og demokratiske reformer blev påbegyndte. Imidlertid indtok Yemen en irakiskvenlig neutralitet under den irakiske invasion af Kuwait under Saddam Hussein, hvilket medførte, at 800.000 yemenitiske fremmedarbejdere blev udvist fra Saudi-Arabien. Der blev også store konflikter mellem Yemens to dele, og i 1994 udbrød der borgerkrig mellem Nord- og Sydyemen. Nordyemen vandt, og unionen bestod.
De første parlamentsvalg efter genforeningen afholdtes i 1993, og Abd Aziz Abd Ghani som leder af GPC vandt 123 mandater, Islah, en koalition mellem islamister og stammehøvdinge vandt 62 mandater, og Yemens socialistparti vandt 56 mandater. Præsidenten bad i 1994 Abd Aziz Abd Ghani om at danne regering med støtte fra islamistkoalitionen. Dette førte til en borgerkrig mellem Nord- og Sydyemen 1994. Efter dette blev trykke- og organisationsfriheden kraftigt beskåret i Yemen.
I 1995 kom Yemen til væbnet konflikt med Eritrea om Hanishøerne. Konflikten var kortvarig, og krævede et dusin menneskeliv fra begge sider. Øgruppen havde tilhørt Yemen, men var, blandt andet af britiske kolonister, blevet knyttet til Eritrea, og efterhånden Etiopien. En international domstol ledet af Yemens udenrigsminister Dr. Abdul Karim Aleryani kom frem til, at de større øer tilfaldt Yemen, mens de mindre tilfaldt Eritrea.
I 2004 udbrød der et oprør blandt Zaidiyyah-shiamuslimerne i nord, kaldet houthi-krigere, og regeringen. Regeringen formåede stort set at bekæmpe dem, men med mange dødsfald og med store materielle skader. Desuden blussede oprørene igen op kort tid efter, og der var mellem 2004 og 2010 seks oprør. Konflikten havde en international dimension, da Iran blev anklaget af Jemens styre for at støtte houthierne, mens Saudi-Arabien antages at have støttet Yemens regering.

### Terrorgrupper i Yemen
Al-Qaidas Yemenbaserede afdeling (AQAP) har som mål at etablere en islamisk stat på den arabiske halvø.
Efter et mislykket terrorangreb mod et fly i Detroit juledag 2009 påpegede regeringerne i USA og Storbritannien, at Yemen var en ny base for grupper tilhørende terrornetværket Al-Qaida. De to regeringer meddelte, att de ville støtte den yemenitiske regering mod disse grupper. Den 3. januar 2010 måtte den britiske og den amerikanske ambassade begge lukke på grund af trusler.

## Oprørene i den arabiske verden
Oprøret i den arabiske verden i 2011, som startede i Tunesien, spredte sig til Yemen og antog til dels form som store protester mod Salehs autoritære styre. Protesterne begyndte midt i januar og omhandlede både den økonomiske situation og de begrænsede tiltag og også krav om en lov, som forbyder, at præsidenten kan sidde på ubestemt tid, og at han kan overføre magt til sin søn. Søndag den 23. januar 2011 blev 19 demonstranter arresterede, blandt andre den kvindelige journalist Tawakul Karman, som blev et symbol på kampen mod myndighederne. Karman blev imidlertid frigivet to dage efter arrestationen.
Den 2. februar tilkendegav Saleh, at han ikke ville kandidere igen, når hans mandat udløb i slutningen af 2013. Protesterne, som startede fra universitetet i Sanaa og spredte sig fra hovedstaden til Aden i syd og Saada i nord, fortsatte imidlertid. Mindst 41 demonstranter angives at være blevet dræbt og omkring 200 skadet, da regeringsvenliga styrker skød mod dem under en protestaktion i Yemens hovedstad Sanaa den 18. marts 2011. Demonstranterne havde samlet sig nær universitetet efter fredagsbønnen for at kræve præsident Salehs afgang. Præsident Saleh blev udsat for et attentat den 3. juni 2011 og forlod landet for at få akut behandling i Saudi-Arabien af de skader, han fik i denne forbindelse. Han vendte tilbage til Yemen efter tre måneder, hvilket førte til nye kampe i Sanaa mellem regimets elitestyrker og de oppositionelle.
Saleh overlod den 23. november 2011 halvdelen af magten til vicepræsidenten Abd Rabbuh Mansur Hadi efter, at en aftale var blevet indgået under formidling af Saudi-Arabien, hvorefter han garanteredes sikkerhed mod retsforfølgelse. I de sydlige dele fik al-Qaida et stærkt fodfæste efter Salehs afgang, hvilket Saleh havde advaret imod, og måske også selv bidrog til. USA samarbejdede med det nye regime for at bekæmpe al-Qaida, som valgte at kalde sig ansar al-sharia for at tiltrække støtte i det klanbaserede samfund.
Hadi valgtes den 21. februar 2012 til landets præsident efter at have vundet et valg uden modkandidat, og efterfulgte dermed Saleh. Han overtog præsidentposten ved en ceremoni den 25. februar 2012 i nærvær af Saleh.

## Huthi-konflikten 2014-2015
Yemens shiaislamer i landets nordlige del følte sig længe diskriminerede både økonomisk og politisk og var derfor i konflikt med den sunni-dominerede regering i Sana. Næsten helt uden forudgående advarsel tog den shiitiske Huthi-milits kontrol over hovedstaden i efteråret 2014 for at få en ende på marginaliseringen af regionen og krævede reformer af præsident Hadi. Parlamentet og regeringen opløstes, og Hadi sattes i husarrest, men flygtede i begyndelsen af 2015 til sin hjemby Aden, hvor han genetablerede sit styre. I den sunnitisk dominerede sydlige del af landet kontrollerer en Al-Qaida-gren områder mod øst. Visse kommentatorer skønner, at landet på ny riskerer at blive splittet i Nord- og Sydyemen.
I marts 2015 erobrede Huthi-militsen og sikkerhedsstyrker, ifølge oplysninger fra folk nært knyttede til den tidligere, styrtede præsident Ali Abdullah Saleh, flyvepladsen og dele af den sydlige by Taiz og indtog nogle dage senere flyvepladsen i Aden.